# 南部町立福地中学校
南部町立福地中学校（なんぶちょうりつ ふくちちゅうがっこう）は、青森県三戸郡南部町福田にある公立中学校。生徒数は108人（2022年現在）。

## 概要
福地地区唯一の中学校である。

## 沿革
- 1959年（昭和34年）
  - 4月1日 - 地引中学校と福田中学校を統合し、福地村立福地中学校創立[2]。ただし、校舎はこの時点では統合せず、旧地引中学校が福地中学校地引校舎、旧福田中学校が福地中学校福田校舎として、それぞれ使用。
  - 12月25日[3] - 福田字源次郎平15番地に、新校舎落成。
- 1960年（昭和35年）
  - 1月16日 - 地引校舎が、新校舎に移転。
  - 1月17日 - 福田校舎が、新校舎に移転。
  - 12月2日 - 体育館並びに新校舎落成式挙行。
- 1962年（昭和37年）
  - 6月29日 - 技術室落成。
  - 12月2日 - 校歌制定。
- 1969年（昭和43年）6月1日 - 特殊学級設置。
- 1972年（昭和47年）2月1日 - 村内全小中学校の給食が、福地村学校給食センターによる、完全給食に切り替え[4]。
- 1980年（昭和55年）
  - 5月5日[3] - 福田字板橋1番2号（現在地）に、新校舎落成。
  - 8月 - 現校舎に移転。
- 1981年（昭和56年）3月 - 屋内運動場完成[5]。
- 2006年（平成18年）1月1日 - 町村合併により、南部町立福地中学校と改称。
- 2010年（平成22年）9月 - 屋体耐震改修完了[6]。
- 2023年（令和5年）4月1日 - 学校再編により、杉沢中学校を統合[7][8]。

## 部活動
- 陸上部
- 野球部
- バスケットボール部
- テニス部
- バレーボール部
- 卓球部
- 吹奏楽部

## 学区
2023年3月31日まで
- 高橋、小泉、苫米地、麦沢、福田、片岸、法師岡（字山ノ外は除く）、埖渡[1]

2023年4月1日から
- 福地地区（旧福地村）全域

## アクセス
- 南部町多目的バス「福地中学校通」バス停下車後、徒歩約170 m・約3分。
- 青い森鉄道青い森鉄道線苫米地駅から、
  - 約2.3 km・車で約4分、徒歩約36分。
  - 駅前から「苫米地駅通り」バス停まで徒歩移動し、「苫米地駅通り」バス停から上述の南部町多目的バスで6分、「福地中学校通」バス停下車後、徒歩。
- 南部町役場
  - 本庁舎（旧:福地村役場）から、
    - 約1.6 km・車で約3分、徒歩約25分。
    - 上述の南部町多目的バスで、「南部町役場前②」バス停から5分、「福地中学校通」バス停下車後、徒歩。

  - 南部分庁舎（旧:南部町役場）から、車で約13.1 km・約20分。
- 南部町健康センターから、車で約10 km・約15分。

## 周辺
- あかね団地

## 参考資料
- 『青森県教育史 別巻』（青森県教育委員会・1973年12月20日発行）「学校沿革 中学校」941頁「福地中学校」